# پشتیکلو
پیشکلو یکی از روستاهای استان آذربایجان شرقی است که در دهستان اوجان غربی بخش مرکزی شهرستان بستان‌آباد واقع شده‌است.این روستا ۳۵۳ نفر جمعیت دارد.